# Cilka Dolgan Valenčič
Cilka Dolgan-Valenčič, slovenska pevka resne glasbe in kulturna delavka v ZDA, * 21. december 1937, Cleveland.
Kot solistka je sodelovala s clevelandskim simfoničnim orkestrom, nastopala  v zboru Casalsovega festivala v San Juan de Puerto Rico  (1963-1964). Leta 1965 je prevzela mesto zborovodje slovenskega mladinskega pevskega zbora 2. krožka Slovenske narodne podporne jednote; z njim je gostovala v Jugoslaviji in nastopala na več turnejah po ZDA. Izdala je več gramofonskih plošč s svojimi posnetki in ploščo z mladinskim pevskim zborom. V letih 1971−1981 je vodila slovensko radijsko oddajo Slovenian Night Radio Show, objavila 2. slovenski pesmarici in knjižico naslovov slovenskih ustanov v ZDA (Slovenian National Directory).